# Zapped - La nuova vita di Zoey
Zapped - La nuova vita di Zoey (Zapped) è un film per la televisione basato sul romanzo Boys Are Dogs. Il film, prodotto nella seconda metà del 2013, è stato trasmesso su Disney Channel il 27 giugno 2014 negli Stati Uniti d'America. In Italia è stato trasmesso il 27 settembre 2014 su Disney Channel. Zendaya interpreta Zoey Stevens, la protagonista del film.

## Trama
Zoey Stevens (Zendaya Coleman) è una ragazza di 16 anni la cui madre si è appena risposata. Zoey si deve trasferire a casa del nuovo padre e dei suoi nuovi fratelli chiassosi, strani, e scostumati. Tra Adam (Adam DiMarco), Ben (William Ainscough), Zach (Conner Cowie) e il padre Ted (Alexis Paunovic) non si sa chi è più fastidioso. Quando Zoey arriva alla sua nuova scuola, suo fratello Adam la abbandona subito e lei non sa che fare, ma poi fa amicizia con una certa Rachel (Chanelle Peloso) che la accompagna nella sua aula. Dopo aver passato la prima giornata di scuola, torna a casa e scopre che il cane, Humprey, ha messo a soqquadro la sua stanza e trova il suo telefono nella vasca da bagno riempita d'acqua. Suo fratello le dice di stare tranquilla, ma mentre sta asciugando il telefono, gli vola dalle mani e va fuori dalla finestra, fa un giro su un pannello solare e va a finire nella ciotola del cane. L'unica cosa positiva della giornata passata è l'incontro con l'affascinante Jackson (Spencer Boldman), che prova subito una forte attrazione verso di lei. Durante la notte il cellulare si asciuga, e il giorno dopo, Zoey apprende che funziona ancora. Quando va a scuola succede una cosa sconvolgente, il suo telefono ha avuto una trasformazione e l'applicazione che doveva aiutare Zoey a addestrare il cane, magicamente ha effetto sui ragazzi. Zoey sfrutta questo per rendere meno indisciplinati i ragazzi. Ma non solo, Zoey la usa per trasformare il pessimo gruppo di riserve della squadra di danza della scuola, in ballerini provetti. Inoltre chiede che venga organizzata una gara fra la squadra ufficiale di ballo, capitanata dalla perfida Taylor (Emilia McCarthy), e il gruppo delle riserve di cui è diventata il capo per stabilire chi sono i ballerini migliori. Zoey è infatti sicura di vincere grazie alla magica app. Ma presto non tutto va come previsto e Zoey si ritrova in un mare di guai perché non sa come riportare tutto com'era prima. Così racconta tutto alla sua famiglia e, insieme, capiscono che per far tornare tutto come prima, Zoey deve ordinare il comando "Lascia". Dopo averlo fatto, calpesta il telefono, che si rompe, e vince la gara di ballo senza barare.

## Colonna sonora
La colonna sonora dal titolo Too Much è cantata da Zendaya.

## Produzione
Zapped - La nuova vita di Zoey è prodotto da Teleproductions, Inc., distribuito da Muse Distribution International e Marvista Entertainment.

## Trasmissione
Il primo promo è andato in onda negli USA il 27 marzo 2014 durante un episodio di Win, Lose or Draw, mentre un promo completo il 27 aprile 2014 durante i Radio Disney Music Awards. Zapped è stato pubblicato su WATCH Disney Channel il 23 giugno 2014 e ha debuttato il 27 giugno 2014 su Disney Channel. In Italia è stato trasmesso l'11 luglio già il promo completo e ha debuttato il 27 settembre alle 14:00 su Disney Channel, insieme alla canzone "Quanto amore nell'aria" di Jorge Blanco.